# میناموتو نو توموناگا
میناموتو نو توموناگا (به ژاپنی: 源 朝長 Minamoto no Tomonaga); ۱ ژانویهٔ ۱۱۴۴ – ۸ فوریهٔ ۱۱۶۰) یک سامورایی از خاندان میناموتو در دوره هی‌آن بود. وی پسر میناموتو نو یوشیتومو بود.